# Modern Life Is Rubbish
Modern Life Is Rubbish es el segundo álbum de estudio de la banda británica de rock alternativo Blur, lanzado el 10 de mayo de 1993. Aunque su disco debut Leisure (1991) había tenido un éxito comercial, Blur se enfrentó a una severa reacción de los medios poco después de su lanzamiento y perdió el favor del público. Después de que el grupo regresara de una gira fallida por los Estados Unidos, las presentaciones en vivo mal recibidas y la creciente popularidad de la banda rival Suede disminuyeron aún más el estatus de Blur en el Reino Unido.
Bajo la amenaza de ser eliminados por Food Records, para su próximo LP, Blur se sometió a un cambio de imagen defendido por el líder Damon Albarn. La banda incorporó influencias de grupos tradicionales británicos como The Kinks y Small Faces, y el sonido resultante fue melódico y exuberantemente producido, con instrumentos de viento y coros. Las letras de Albarn utilizan «un humor conmovedor y una caracterización de Ray Davies para investigar los sueños, las tradiciones y los prejuicios de los suburbios de Inglaterra», según el escritor David Cavanagh.
Modern Life Is Rubbish obtuvo un éxito moderado en las listas de Reino Unido, alcanzando el puesto número 15, mientras que los sencillos extraídos del álbum se ubicaron en el puesto 30. Aplaudido por la prensa musical, la retórica anglocéntrica del disco rejuveneció la suerte del grupo después de su caída en la publicación Leisure. También es considerado como uno de los lanzamientos que definen la escena britpop, y sus seguimientos que encabezan las listas: Parklife y The Great Escape, vio a Blur emerger como uno de los actos pop más importantes de Gran Bretaña.

## Trasfondo
El LP debut de Blur inspirado en el baggy, Leisure (1991) estuvo en los 10 mejores álbumes del Reino Unido. Récord que, según NME, convirtió a la banda en la «cara bonita aceptable de todo un grupo de bandas que han surgido desde que todo el asunto de Manchester empezó a perder fuerza». Sin embargo, como la escena holgada pronto comenzó a desvanecerse, Blur fueron, según The Guardian, «ingeniosamente expuestos como tenderos farsantes, [y] ellos capturaron debidamente la ira de la reacción del madchester». Además, tras su caída del favor del público, el grupo descubrió que tenían una deuda de £60 000, principalmente debido a una mala gestión. Blur contrató al nuevo mánager Chris Morrison y, para recuperar pérdidas, fue enviado por su sello discográfico Food Records a los Estados Unidos como parte de la gira Rollercoaster. Para coincidir con el inicio de la gira, lanzaron el sencillo «Popscene», donde se mostró una diferencia significativa en la dirección musical, ya que Blur cambió su sonido derivado de shoegaze por uno influenciado por el pop británico de los ‘60. Sin embargo, el sencillo no logró entrar en el puesto 30 del Reino Unido, lo que disminuyó aún más el perfil del grupo en el país.
La gira de 44 fechas por Estados Unidos dejó a Blur en un «completo desorden», según el escritor David Cavanagh. Consternados por el encaprichamiento del público estadounidense con el grunge y la respuesta mediocre a su música, el grupo bebía con frecuencia, y los miembros a menudo se peleaban físicamente entre sí. Nostálgicos, la gira «inculcó en la banda un desprecio por todo lo estadounidense», escribió más tarde Cavanagh, el líder Damon Albarn, que «comenzó a extrañar cosas realmente simples [sobre Inglaterra]», escuchó un casete del grupo pop británico The Kinks durante la gira. A su regreso a Inglaterra, el grupo descubrió que la atención de la prensa musical se había desplazado a Suede. El éxito de los recién llegados disgustó a Blur quienes, en palabras de Cavanagh, «estaban inclinados a sentir que cada disco que Suede vendía era una afrenta a la decencia humana». Después de muchos espectáculos en vivo deficientes, que los miembros de Blur solían realizar mientras estaban borrachos, en particular uno en un concierto de 1992 que contó con una actuación bien recibida de Suede en el mismo cartel, estaban en peligro de ser despedido por Food.

## Grabación
Damon Albarn, en una entrevista del año 2000 con la revista Mojo, dijo que «Suede y América alimentaron mi deseo de demostrarles a todos que Blur valía la pena ... No había nada más importante en mi vida». Sintió que la popularidad de la música grunge estadounidense que se estaba disfrutando en Gran Bretaña en ese momento pronto se desvanecería, y argumentó que el grupo encarnaría un renacimiento del pop británico clásico en su próximo trabajo. El propietario de Food Records David Balfe no estuvo de acuerdo y discutió con Albarn sobre el cambio propuesto en la imagen de Blur. Después de que el todavía escéptico Balfe cediera, Food, cautelosamente, dio luz verde a Blur para trabajar en su segundo álbum con la primera elección de productor de Albarn, el líder de XTC Andy Partridge. Partridge dijo que no estaba satisfecho con las canciones, pero que estaba «inmensamente» encariñado con la banda, comparándolos con XTC. Dijo que estuvo de acuerdo con el proyecto «por las razones equivocadas, los halagos y el dinero».
Comenzaron a trabajar en el LP con Partridge en The Church, un estudio que está ubicado en Crouch End propiedad de David A. Stewart. Sin embargo, las sesiones terminaron prematuramente. El bajista Alex James describió las sesiones como un «desastre», agregando que «como todo estaba siendo ensamblado, todas eran buenas partes, pero simplemente no era ... sexi». Partridge recordó: «Me sentí bastante paternal y pensé que hice un trabajo excelente. Ellos pusieron a Balfe realmente drogado al escuchar algunas mezclas y estaba dando vueltas diciendo, “Esto es fantástico, eres George Martin y ellos son The Beatles”. Al día siguiente, decía: “Francamente, Andy, esto es una mierda”». La banda grabó con éxito cuatro canciones, pero desconfiaba de volver a trabajar en las mismas condiciones. Las pistas producidas por Partridge fueron abandonadas, tres se incluyeron más tarde en la caja recopilatoria de 2012 Blur 21.
El trabajo se reanudó en el disco debido a un encuentro casual con el productor Stephen Street, que había trabajado previamente con la banda en su sencillo de 1991 «There's No Other Way». Con Street ahora produciendo el álbum, Blur grabó una mezcla de material que abarca tanto el período inmediatamente posterior al lanzamiento de Leisure y su gira Rollercoaster. Si bien los miembros de la banda estaban satisfechos con los resultados de la sesión de grabación, Balfe, después de escuchar las canciones, le dijo a la banda que estaban cometiendo un suicidio artístico. Aunque abatido por su respuesta, Blur le dio a Food el trabajo completo en diciembre de 1992. El sello lo rechazó y ha instruyado a la banda a grabar más sencillos potenciales. Albarn obedeció y el día de Navidad escribió la canción «For Tomorrow». Aunque «For Tomorrow» sació las preocupaciones de Food, el sello estadounidense de Blur —SBK— expresó su descontento al escuchar las cintas terminadas. Para apaciguar a SBK, la banda grabó «Chemical World», donde Blur pensó que aumentaría el atractivo estadounidense de Rubbish. Sin embargo, Blur rechazó la demanda hecha por SBK de volver a grabar el LP con el productor estadounidense Butch Vig, que era popular en ese momento por su trabajo con Nirvana.

## Música y temas líricos
El sonido de Modern Life Is Rubbish está muy influenciado por el pop tradicional de bandas británicas como The Kinks, The Jam, Small Faces y The Who. Las canciones del trabajo exploran varios estilos, desde el punk rock —«Advert»—, neopsicodelia —«Chemical World»— y el music hall de vaudeville —«Sunday Sunday»—. La pista de apertura «For Tomorrow» es, según NME, «Blur por excelencia. Damon, siempre aburrido, nunca deja de cantar, y Graham Coxon con su acompañamiento de guitarra impecable habitual». Mientras que «Oily Water» recuerda el sonido holgado de Leisure, NME describió a «Intermission» como «una fiesta de piano en un pub que se desvanece para luego desagotarse con las guitarras y la batería acelerada». La mayoría de las canciones son melódicas y exuberantes, a menudo complementadas con una sección de vientos de metal, arreglos de cuerdas y coros. Para ofrecer un contraste con la composición clasicista, AllMusic señaló que «la guitarra de Coxon abre cada canción, ya sea con líneas melódicas impredecibles o capas de efectos translúcidos e hipnóticos, y su trabajo crea una gran tensión con el bajo cinético de Alex James».
Derivado del «humor mordaz de Ray Davies y la amargura de Paul Weller», las letras de Albarn en Modern Life Is Rubbish son un comentario social y una sátira sobre la vida contemporánea en los suburbios ingleses. Si bien Rubbish celebra la vida británica moderna, también da una mirada cínica a la existencia de la clase media. El anglocéntrico manifiesto del álbum también fue una represalia contra la cultura popular estadounidense, James explicó más tarde, «era jodidamente aterrador lo americano que se estaba volviendo todo ... así que todo era un gran puto dedo hacia Estados Unidos». NME resumió el tema del «álbum conceptual débilmente velado» como una «odisea de Londres repleta de viajeros extraños, Toms fisgones y sueños perdidos, de abrir las ventanas y respirar petróleo ... Es la Village Green Preservation Society que vuelve a casa y encuentra un estacionamiento en su lugar».

## Embalaje

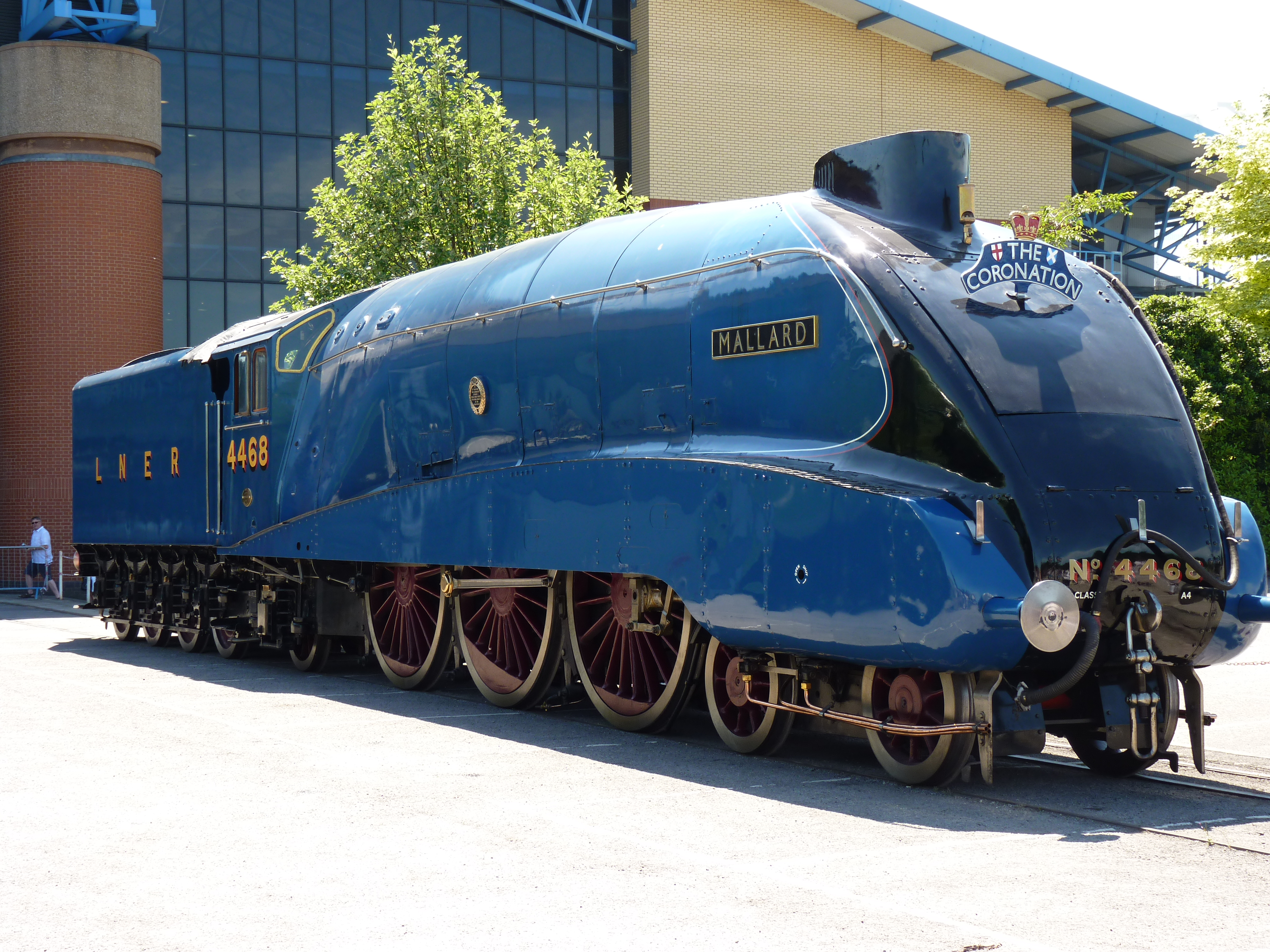
La locomotora de vapor Mallard, tema de la portada del álbum

El título del trabajo deriva de un grafiti pintado en Bayswater Road (Londres), creado por un grupo anarquista. Para Albarn, la frase reflejaba la «basura» del pasado que se acumulaba a lo largo del tiempo, impidiendo la creatividad. Albarn le dijo al periodista John Harris en 1993 que él creyó que la frase era «el comentario más significativo de la cultura popular desde “Anarchy in the UK”». Debido al desdén de Blur hacia América en la época, el título de producción del disco era Britain Versus America.
La pintura de la locomotora de vapor Mallard en la portada era una imagen de stock que Stylorouge —los consultantes de diseño de Blur— obtuvieron en una librería de fotos ubicado en Halifax. Según la revista Design Week, la pintura «vevocaba el sentimiento británico de un niño escolar de Just William antes de la guerra». En el libreto del LP, hay una pintura de óleo donde muestra a los integrantes de Blur vestidos como skinheads con peinados de tazón en un tren. Las letras del disco también incluyen las progresiones de cuerdas de las canciones, manuscritas por el guitarrista Graham Coxon. Si bien Albarn explicó que era un intento para «[permitir] a la gente saber que, por muy anticuado que parezca, escribimos canciones», la revista Total Guitar atribuyó la inclusión de las cuerdas a la «tendencia [de Coxon] de desmitificar el tocar guitarra».

## Lanzamiento
Para promover Modern Life Is Rubbish, Food lanzó «For Tomorrow» como sencillo principal en Reino Unido el 19 de abril de 1993. «For Tomorrow», que mostraba el nuevo sonido y actitud de Blur, tuvo un desempeño moderado en la lista de éxitos, alcanzando el número 28. Unas semanas más tarde, en mayo de 1993, se lanzó Modern Life Is Rubbish. El anuncio del lanzamiento del LP incluyó una foto de prensa que mostraba la frase «British Image 1» pintada con aerosol detrás de los miembros de Blur —que estaban vestidos con una mezcla de mod y atuendo de skinhead— y un mastín. En ese momento, la prensa musical británica consideraba que tales imágenes eran nacionalistas y racialmente insensibles;  para calmar las preocupaciones, Blur publicó posteriormente la foto de «British Image 2», que era «una nueva puesta en escena de una fiesta del té aristocrática de antes de la guerra». Alcanzó el puesto 15 en la UK Albums Chart. En los meses siguientes, Food publicó los sencillos «Chemical World» y «Sunday Sunday» donde llegaron a los puestos 27 y 24 en el Reino Unido, respectivamente; sin embargo, solo logró vender alrededor de 40 000 copias en ese momento. No obstante, el ambiente dentro del campo de Blur fue positivo, ya que la banda sintió que había logrado algo, James le dijo al escritor David Cavanagh en 2000, «Modern Life Is Rubbish fue un álbum exitoso porque logró lo que nos propusimos lograr. Pensé que todo era una mierda excepto nosotros».
Modern Life Is Rubbish fue lanzado en los Estados Unidos bajo el sello discográfico estadounidense SBK de Blur en diciembre de 1993, siete meses después de su lanzamiento en el Reino Unido. Este retraso se debió a que el departamento de música alternativa de SBK había cerrado, el gerente de Blur, Chris Morrison, bromeó más tarde: «Cuando le pregunté a [SBK] por qué, dijeron que era porque la chica se había ido». A pesar de los temores de que el abierto inglés de Modern Life Is Rubbish se pierda en el mercado estadounidense, SBK insistió en comercializar el álbum para las estaciones MOR y apuntó para el Top 40 Airplay. El sello ignoró en gran medida los argumentos de Morrison de que la mejor oportunidad de exposición de Blur en Estados Unidos sería en las estaciones de la corte radio universitaria. La estrategia de SBK fue poner el disco en la lista a un precio de artista en desarrollo —alrededor de tres dólares menos que el estándar—, enviar a la banda a una gira intensiva en 1994 y apuntar al rock moderno con el sencillo debut «Chemical World». La compañía discográfica creía que esto ayudaría a expandir la audiencia base que compró Leisure y, finalmente, abriría Blur a la radio Top 40. Además, para disminuir la sensación anglocéntrica del LP, SBK agregó canciones adicionales a la lista de canciones, incluida «Popscene». El plan salió mal, ya que Modern Life Is Rubbish tuvo poco impacto en los Estados Unidos, el disco no llegó a las listas de Estados Unidos Billboard 200 y vendió sólo 19 000 copias, una fuerte caída en comparación con las 87 000 unidades que cambió Leisure.

### Lanzamiento estadounidense
El lanzamiento estadounidense de Modern Life Is Rubbish presenta una lista de reproducción modificada. El sello estadounidense de Blur, SBK Records, prefirió la demo original de «Chemical World» y la incluyó en el álbum en lugar de la versión producida por Stephen Street. Según la revista Select, esto «derrotó el objetivo de grabar una canción de rock pesado en primer lugar». SBK insertó «Popscene» entre «Turn It Up» y «Resigned», Blur se había negado a incluir «Popscene» en la versión británica de Modern Life, decepcionado por la tibia respuesta que recibió cuando fue lanzado como sencillo. «Pensamos, si no lo querías en primer lugar», le dijo Coxon a Select, «no lo vas a conseguir ahora». La versión americana también incluye varias pistas con unos segundos de silencio —pistas 18 a 67 del CD—, seguidas de dos caras B de «For Tomorrow» —«When the Cows Come Home» y «Peach»— como las pistas 68 y 69.

## Reseñas contemporáneas
Entre las reseñas contemporáneas, Paul Moody de NME fue en su mayoría entusiasta por el álbum y lo clasificó siete fuera de diez. Si bien él sintió que tenía «suficientes defectos para darle pesadillas a un encuestador», estaba impresionado que, a diferencia de sus pares, «Blur había tirado sus ropas viejas e irrumpió en tierra de nadie con todas las armas». Moody también aplaudió la mejoría de las letras de Albarn, las cuales habían «hecho a los participantes del Festival de la Canción de Eurovisión parecer como grandes trabajos de poesía». David Roberts de Q, en una reseña favorable de cuatro —fuera de cinco— estrellas, se refirió a Modern Life Is Rubbish como «un energizado, infeccioso brinco alrededor de la pequeña Inglaterra contemporánea, por la vía de un rastreo exuberante a través de sus retazos altamente coloridos de su pasado pop». Roberts puso a Coxon como el principal contendor para «la vacante corona de Johnny Marr». Escribiendo para el Chicago Tribune, el crítico de rock Greg Kot sintió que era una gran mejora con respecto a Leisure, que encontró «muy derivado» del género madchester. «Nada en Leisure prepara al oyente para la aventura de Modern Life Is Rubbish», escribió, y luego lo ha descrito como «un ciclo de canciones arremolinado y embriagador que enriquece el popcraft superior con experimentos wiggy de estudio». Aunque encontraron que el álbum era «demasiado extenso», Billboard estuvo de acuerdo con Kot, y denominó el trabajo como «un gran paso hacia adelante artísticamente» de Leisure. El escritor de St. Louis Post-Dispatch, Paul Hampel, elogió a Blur por haber «dado un paso audaz [con Modern Life Is Rubbish] - hacia atrás», y señaló su intento de «una comunión con los maestros del pasado del pop británico satírico e inteligente». Concluyó su crítica positiva del álbum llamándolo una «serie de agradables sorpresas [que] ofrece numerosas señales de que se esperan grandes cosas de Blur».

## Consecuencias y legado
En agosto de 1993, Blur se embarcó en la gira Sugary Tea por el Reino Unido para promover Modern Life Is Rubbish. La gira, que lleva el nombre de una letra de «Chemical World», fue un éxito, ya que Blur recuperó parte de su popularidad. Una actuación clave fue en el Festival de Lectura de ese año que, según David Cavanagh, fue «brillante». En la gira, Blur interpretó una serie de canciones que terminarían en el siguiente LP del grupo, Parklife (1994).
Parklife vio a Blur expandiendo los temas y sonidos que habían explorado por primera vez en su anterior disco, la NME lo describió como «el hermano mayor de Modern Life Is Rubbish - más grande, más audaz, más narco y más divertido». Parklife debutó en el número uno en la UK Albums Chart y ayudó a Blur a emerger como uno de los actos más populares de Gran Bretaña. Como escribió Jim Shelley en The Guardian, «un año después de que Blur fuera descartado por ser demasiado educado, demasiado retrógrado y demasiado inglés, Parklife fue acogido por exactamente las mismas razones». Modern Life Is Rubbish y Parklife, junto con The Great Escape (1995), formaron lo que luego se denominaría el «Life Trilogy» de álbumes de Blur que gira en torno a temas británicos.
Modern Life Is Rubbish sigue siendo muy apreciado por los críticos, Ian Wade de BBC Music escribió que el trabajo fue la «primera obra maestra de Blur ... que los estableció como dignos de ser mencionados junto a sus héroes». Es visto como uno de los primeros lanzamientos definitorios de britpop, un género que dominaría la música pop británica a mediados de la década de 1990. Escribiendo para The Guardian, John Harris llamó a Modern Life Is Rubbish como «uno de los álbumes más influyentes de la década de 1990». Stephen Thomas Erlewine de AllMusic sintió que «Modern Life Is Rubbish estableció a Blur como el heredero del pop británico de The Kinks, Small Faces y The Jam». y que «marcó el comienzo de una nueva era del pop británico». Mark Redfern escribió en la revista Under the Radar que después de Modern Life Is Rubbish, «[una] ola completa de bandas de britpop siguió los pasos de [Blur], y por un tiempo, fue genial volver a ser británico». En 2007, IGN incluyó el álbum en el n°.4 en la lista de los 25 mejores álbumes de britpop. Su colaborador escribió: «Con tantos álbumes seminales en su haber, es difícil identificar uno, pero este es el indicado si te ves obligado a arrinconar».
La canción «Intermission» se utilizó en la película de Edgar Wright Baby Driver.

## Lista de canciones
Todas las letras por Damon Albarn. Música por Damon Albarn/Graham Coxon/Alex James/Dave Rowntree.

| N.º | Título                                                    | Duración |  |
| 1.  | «For Tomorrow»                                            | 4:21     |  |
| 2.  | «Advert»                                                  | 3:45     |  |
| 3.  | «Colin Zeal»                                              | 3:16     |  |
| 4.  | «Pressure on Julian»                                      | 3:31     |  |
| 5.  | «Star Shaped»                                             | 3:26     |  |
| 6.  | «Blue Jeans»                                              | 3:54     |  |
| 7.  | «Chemical World» (incluye la pista oculta «Intermission») | 6:33     |  |
| 8.  | «Sunday Sunday»                                           | 2:38     |  |
| 9.  | «Oily Water»                                              | 5:01     |  |
| 10. | «Miss America»                                            | 5:35     |  |
| 11. | «Villa Rosie»                                             | 3:54     |  |
| 12. | «Coping»                                                  | 3:24     |  |
| 13. | «Turn It Up»                                              | 3:22     |  |
| 14. | «Resigned» (incluye la pista oculta «Commercial Break»)   | 6:12     |  |

- La publicación japonesa incluye «Young and Lovely» y «Popscene» en la reedición.
- La versión de EE. UU. incluye «Popscene», «When The Cows Come Home» y «Peach». También contiene una versión diferente de «Chemical World».

### Relanzamiento de 2012
Tras el lanzamiento de la caja recopilatoria Blur 21, se publicó una edición especial del álbum el 7 de agosto de 2012, donde fue remasterizado y empaquetado con un disco adicional de material extra.
| Disco 2: Edición especial |                                                           |          |  |
| N.º                       | Título                                                    | Duración |  |
| 1.                        | «Popscene»                                                | 3:15     |  |
| 2.                        | «Mace»                                                    | 3:26     |  |
| 3.                        | «Badgeman Brown»                                          | 4:48     |  |
| 4.                        | «I'm Fine»                                                | 3:04     |  |
| 5.                        | «Garden Central»                                          | 6:00     |  |
| 6.                        | «For Tomorrow (Visit to Primrose Hill versión extendida)» | 6:01     |  |
| 7.                        | «Into Another»                                            | 3:55     |  |
| 8.                        | «Peach»                                                   | 3:58     |  |
| 9.                        | «Bone Bag»                                                | 4:04     |  |
| 10.                       | «Hanging Over»                                            | 4:28     |  |
| 11.                       | «When the Cows Come Home»                                 | 3:50     |  |
| 12.                       | «Beachcoma»                                               | 3:38     |  |
| 13.                       | «Chemical World (Reworked)»                               | 3:45     |  |
| 14.                       | «Es Schmecht»                                             | 3:37     |  |
| 15.                       | «Young and Lovely»                                        | 5:03     |  |
| 16.                       | «Maggie May»                                              | 4:06     |  |
| 17.                       | «My Ark»                                                  | 5:57     |  |
| 18.                       | «Daisy Bell (A Bicycle Made for Two)»                     | 2:48     |  |
| 19.                       | «Let's All Go Down the Strand»                            | 3:42     |  |

## Personal
| Blur - Damon Albarn - voz, piano (en «Intermission» y «Commercial Break»), campanas de trineo (pistas 1 y 7), órgano solina (pista 1), Casio Ski (pista 2), tannoy de tienda (pista 2), melódica (pistas 6 y 14), órgano bingo (pista 8), teclado Avon Lady (pista 11), Jupiter 8 (pista 12), moog (pista 12) - Graham Coxon - guitarras eléctricas (pistas 1-14), guitarras acústica (pistas 1-3, 5-8, 10-13), percusión (pistas 2, 3, 10, 12, 13), Black & Decker (pista 4), tono anti-gato y perro (pista 5), guitarra de volumen (pista 6), slide (pistas 8 y 14) - Alex James - bajo, bajo de distorsión (pista 11) - Dave Rowntree - batería (pistas 1-9, 11-14), timpani (pista 1) | Producción - Stephen Street - productor —excepto «Sunday Sunday» y «Villa Rosie»—, caja de ritmos y palmas —en «Advert»—, S1000 —en «Colin Zeal»—, campana de máquina de escribir - Steve Lovell - productor —«Sunday Sunday» y «Villa Rosie»— - Simon Weinstock - mezclador —«Sunday Sunday» y «Villa Rosie»— - John Smith - ingeniero; coproductor —«Intermission», «Commercial Break», «Miss America», «Resigned»— - Blur - productor («Oily Water»), coproductor —«Intermission», «Commercial Break», «Miss America», «Resigned»— |

Músicos adicionales
- Kick Horns - metales —«Sunday Sunday»—
- Kate St John - oboe, corno inglés, saxofón —«Star Shaped»—
- The Duke String Quartet - cuerdas —«For Tomorrow»—

## Posicionamiento en lista
| País        | Lista (1993)    | Posición | Ref.   |
| ----------- | --------------- | -------- | ------ |
| Reino Unido | UK Albums Chart | 15       | [ 47 ] |

| País    | Lista (2023)                      | Posición | Ref.   |
| ------- | --------------------------------- | -------- | ------ |
| Hungría | Magyar Hanglemezkiadók Szövetsége | 22       | [ 48 ] |

## Certificación
| País                                                            | Organismo Certificador          | Certificación | Ventas certificadas | Ref.   |
| --------------------------------------------------------------- | ------------------------------- | ------------- | ------------------- | ------ |
| Reino Unido                                                     | Industria Fonográfica Británica | Oro           | 100 000^            | [ 49 ] |
| ^ Las cifras de envíos se basan únicamente en la certificación. |                                 |               |                     |        |